# Meritorious Unit Commendation
Meritorious Unit Commendation (MUC) (em português: Comendação Meritória de Unidade) é uma condecoração militar dos Estados Unidos que é atribuida um determinado comando que revele conduta exceptionalmente meritosa, prestando um serviço acima do que é exigido, com acções heroicas, e acções de imenso valor.